# 李承福
李承福（？—944年），字德华，五代十国后唐、后晋将领，汉阳人。
李承福年轻时寒贱，事奉元行钦做着奴仆的差事，后为石敬瑭家臣。石敬瑭登极，李承福担任皇城武德宣徽使、左千牛卫将军，出任澶州刺史，晋升为齐州防御使、检校太保。李承福性情鄙薄狭隘，没有器局，喜欢打听别人的小事，多进行诋毁，虽是小过不能饶恕，工商行情，轿夫奴仆之心，官吏的想法，他都善于了解，但是坚持自己的见解，无的放矢，人们多鄙视他。石重贵嗣位，授任同州匡國軍節度使，在同州去世。石重贵以他是石敬瑭的佐命之臣，听说后很惋惜，加等给他丧葬用物，停止视朝一日，诏赠太傅。